# Патетическая оратория
Патети́ческая оратория — музыкальное произведение Георгия Свиридова в 7 частях, для солирующего баса, меццо-сопрано, смешанного хора и большого симфонического оркестра, на стихи Владимира Маяковского, созданное в 1958—1959 гг.

## История создания
В основе оратории лежат произведения Владимира Маяковского: фрагменты поэмы «Хорошо!», стихотворений «Левый марш», «Разговор с товарищем Лениным», «Последняя страничка гражданской войны», «Рассказ о Кузнецкстрое и о людях Кузнецка», «Необычайное приключение, бывшее с Владимиром Маяковским летом на даче». Практически на всем протяжении оратории солирует бас, который, по замыслу композитора, олицетворяет самого Владимира Маяковского.
Оратория вызвала большой резонанс в культурной жизни страны, поразившая всех своим масштабом, замыслом и своеобразием музыкальных форм. Она явилась монументальным музыкальным полотном: состав оркестра расширен, хоровые партии написаны для хора в 160—200 человек. Впервые исполненная 15 октября 1959 года в Большом зале Московской консерватории, она быстро вошла в репертуар многих музыкальных коллективов, в частности она была исполнена в Ленинграде, Киеве, Воронеже, Горьком, Саратове, Риге, Свердловске, Перми, Орджоникидзе, Грозном, Томске, Вологде, Минске, Ворошиловграде, Фрунзе, Алма-Ате и др.
В 1960 году за Патетическую ораторию Свиридов был удостоен Ленинской премии.
Впервые сценическое воплощение оратория получила в 1961 году в Новосибирском академическом театре оперы и балета (режиссёр-постановщик Эмиль Пасынков).
В разные годы ораторию исполняли такие певцы, как Евгений Нестеренко, Александр Ведерников, Ирина Архипова, Нина Исакова и др., такие крупные дирижёры, как Евгений Светланов, Вероника Дударова, Владимир Федосеев, Кирилл Кондрашин и др.

## Состав
- Большой симфонический оркестр с расширенной группой медных духовых:
  - восемь валторн
  - шесть труб
  - шесть тромбонов
  - туба
- Два рояля
- Орган
- Большой смешанный хор (160—200 чел.)
- Два солиста: бас и меццо-сопрано

## Структура
- I. Марш
- II. Рассказ о бегстве генерала Врангеля
- III. Героям Перекопской битвы
- IV. Наша земля
- V. Здесь будет город-сад
- VI. Разговор с товарищем Лениным
- VII. Солнце и поэт